# 湯美·賀華
湯美·賀華（Tommy Howarth，1890年4月15日—？）出生於貝利，是一名前英格蘭足球員。賀華曾經效力過布里斯托城、列斯聯和布里斯托流浪。賀華在布里斯托城時攻入他足球生涯最多的入球。